# 明日にとどく
『明日にとどく』（あすにとどく　原題：Reach For Tomorrow）は、SF作家アーサー・C・クラークが書いた短編集である。代表作とでもいうべき「太陽系最後の日」が収録されている。

## 収録されている作品
序文
著者自身が書いたもの。この短編集に収められた作品のいくつかを、簡単に紹介している。
太陽系最後の日（Rescue Party）
銀河系巡視宇宙船「S9000号」は、太陽系に向かってエンジンが悲鳴をあげるほどの全速力で航行していた。知的生命体からと思われる電磁波を探知し、超光速観測機が太陽系に焦点を合わせて観測したところ、太陽が前ノヴァ期段階にあることを確認した。爆発までに残された時間は少ししかない。乗組員たちの使命はただひとつ、少数でもいいからその惑星にいる知的生命体を救助し、その絶滅を防ぐことであった。地球に到着した宇宙船からは、2班にわかれて捜索隊が出発したが、地表には生命の気配もない。
闇を行く（A Walk in the Dark）
アームストロングは、キャンプから宇宙港へ続く道を1人で歩いていた。手元に1台しかないトラクターが故障したのである。銀河系の中心から離れたこの惑星には、小さな衛星しかなく、星明かりもほとんどない。彼は昔に聞いた話を思い出した。夜道には得体のしれない生き物が出没し、「カリカリ」という爪を合わせるような音を出すというのである。そのときは笑って聞いていたアームストロングだが、いまの状況では本当のことにも思える。恐怖と戦いながら歩くうちに、遠くに宇宙港の明かりが見えてきた。宇宙船に貨物を積み込む音も聞こえる。あと一つ、暗闇になったカーブを曲がりさえれば大丈夫だ。そのとき前方の暗がりから、カリカリという音が聞こえてきた。
忘れられていた敵（The Forgotten Enemy）
地球が氷河期に入り、いまやロンドンも雪と氷に覆われていた。ここに残った1人の男は、街に残された食料や燃料を漁って生き延びてきた。動物の姿はたまに見かけるが、人間はほとんど皆無である。電気店に残されていたラジオを使っても、聞こえてくるのは空電の音ばかり。時が過ぎ、遠くのほうから轟音が聞こえるようになってきた。北に住んでいた動物たちも、その方向から逃げてくる。轟音は日ごとに大きくなるように感じる。男は人類がなにかの機械を使って、氷を砕きながらロンドンに向かってきているのかと考えた。
エラー（Technical Error）
超電導を利用した世界初の発電所が造られた。技師が機器を点検中に、過負荷がかかった発電機に大電流が流れてスパークし、その技師は倒れた。幸いにも大きな怪我はなく意識も正常だったが、彼の体内のたんぱく質構造が反転していた。これでは普通の食料をどんなに食べても、消化吸収されずに餓死するのだ。初めは人工合成した食料を使って男を生かしていたが、これでは経費がかかりすぎる。技師を元通りの身体に反転させるため、あの日と同じように大電流を流す試みが行われるが、そのさなかとある博士がとんでもない危険に気付く。
寄生虫（The Parasite）
AとBの2人の男が話し合っていた。精神治療を受けている男Aは、何かにとりつかれているみたいだと言う。2人分のカクテルを作ったときに、なぜだか分からないが3人分を作ってしまい、他の誰かがいる気配がしたとも言う。それはAの脳のなかに、何年も前からいるように感じるらしい。Aはそれを「オメガ」と呼んだ。ある日、Aはピストルで自殺しようとした。Bはやめてくれと懇願したが、Aはためらわず引き金を引いた。その瞬間、Bはオメガが実在していると確信した。そしてオメガが新しい宿主を探していることを知った。
地中の火（The Fires Within）
ハンコック教授は、超音波を使った「地底レーダー」を作った。初期の装置でも、地下鉄の路線をとらえることができた。予算をつけてもらい、出力の大きな装置を作るにつれて、どんどん深いところが探査できるようになった。地下15マイルに達したとき、格子模様の物体がとらえられた。明らかに自然のものではなく、何者かが造った建造物だった。
目覚め（The Awakening）
人類が恒星間飛行するのを見たいと思った男がいた。男は人工冬眠装置を付けた宇宙船を造り、自らを太陽から遠く離れた軌道に打ち上げた。何十万年も過ぎてから、男は目覚めた。地球には海がなくなり、月もなくなって代わりに輪があった。着陸した男を迎えたのは、人類ではなかった。
親善使節（Trouble With the Natives）
1隻の空飛ぶ円盤が地球に着陸した。乗組員は様々な星の種族だったので、人類に似た体形の2人が変装して下船した。2人はラジオ放送を聴いて英語を話せるようになっていたので、行く先々で人間に話しかけた。だが、配達で忙しい郵便人、耳の聞こえない老女、セールスマン嫌いの主婦、SFオタクの若者などにしか会えなかった。不審な行動をする2人は、警察署の留置場に入れられた。そこには先客がいた。酔っぱらって入れられたが、知的な学生だった。彼と会話した2人の宇宙人は、隠しもっていた機械を使って脱獄することにした。取り出した小さな機械を向けると、留置所の壁は崩れ落ちた。
呪い（The Curse）
ロンドンを目標とした水爆ミサイルのうちの1発がそれた。そのミサイルは小さな町に落ち、教会を破壊した。教会には300年も前の墓石があり、こう書かれていた。「わが骨を動かす者に呪いあれ」。（※シェークスピアの墓のこと）
時の矢（Time's Arrow）
2人の考古学者が、谷で発掘作業をしていた。谷の下流では何かの施設があり、多くの人が働いていた。2人はその施設の科学者と親しくなり、施設を見せてもらうことになった。聞けば時間旅行の研究をしているというではないか。
木星第五衛星（Jupiter Five）
木星第五衛星に、探検隊を乗せた1隻の宇宙船Aが着陸した。一行は、第五衛星そのものが異星人の巨大な宇宙船の残骸であり、その内部には貴重な資料が残されていることを発見した。まもなくもう1隻の宇宙船Bも第五衛星に着陸したので、その乗組員たちに事情を説明し、内部の資料には手をつけないことを約束させた。だがBの乗組員たちは密かに資料を持ち出そうとしたため、探検隊員たちはある方法で宇宙船Bの離陸を妨害した。
憑かれたもの（The Possessed）
何百万年ものあいだ、故郷の星を失って宇宙をさまよっている精神体の「群れ」があった。一つの惑星を見つけたそれらは、そこに住む原始的な生物に「群れ」の一部の精神を寄生させた。残りの「群れ」はさらに旅を続けることにした。それらは「この惑星が太陽を廻るあいだの特定の日に、この場所で再会しよう」という約束を立てた。ときが移り、その場所は海に沈んだ。だが太古の精神体の記憶を受け継ぐその「レミング」たちは、今年も約束の場所に向かう。

## 日本語訳書誌情報
- 『明日にとどく』　山高昭・他訳　ハヤカワ文庫SF SF660　1986年4月 ISBN 4-15-010660-6